# Teplovodivá pasta

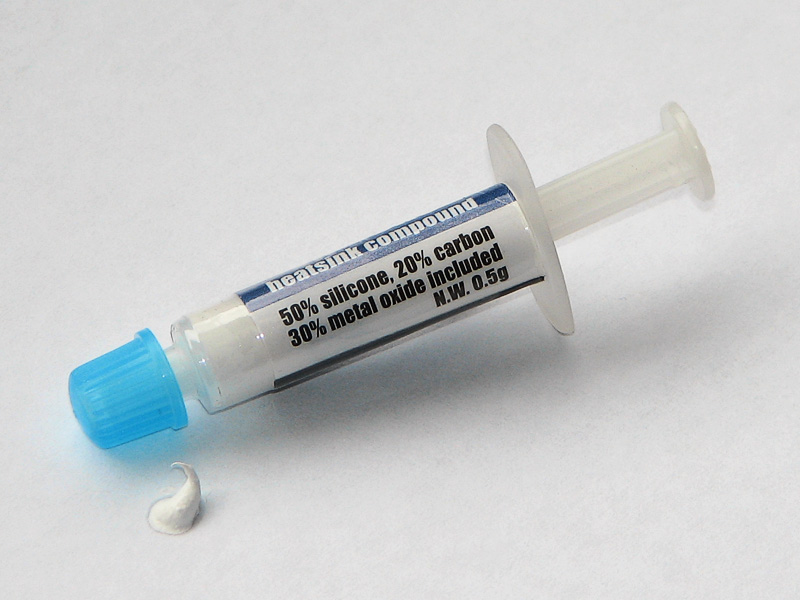
Teplovodivá pasta

Teplovodivá pasta je látka, která zvyšuje tepelnou vodivost styku mezi dvěma předměty. V elektronice se často používá ke zvýšení odvodu tepla ze zahřívaného objektu prostřednictvím chladiče. Parametr tepelné vodivosti je ve W·m−1·K−1.

## Základní typy
V současnosti existuje velké množství výrobců teplovodivých past a velké množství jejich vyráběných typů:
1. založené na silikonové bázi – mají střední tepelnou vodivost, jsou obvykle bílé barvy a často se dodávají spolu s chladičem procesoru.
2. založené na keramické bázi – jedná se o suspenzi keramických částeček s dalšími tepelně vodivými látkami. Má lepší tepelnou vodivost než většina teplovodivých past založených na silikonové bázi, ale horší než ty založené na kovové bázi.
3. založené na kovové bázi – tato teplovodivá pasta obsahuje kovové částečky (obvykle stříbrné). Má lepší tepelnou vodivost než ostatní typy, ale je dražší. Navíc je elektricky vodivá, což může působit problémy, pokud se dostane do kontaktu s piny integrovaného obvodu.

## Účel
Hlavní účelem teplovodivé pasty je zaplnit malé povrchové nerovnosti styčných ploch mezi součástí, ze které chceme teplo odvádět (Integrovaný obvod, výkonový polovodič, výkonový rezistor…), a chladičem. Pokud se aplikuje ve vhodném množství, tak zaplní maličké nerovnosti mezi oběma povrchy, čímž se zvětší kontaktní plocha mezi nimi. Kdyby teplovodivá pasta nebyla použita, má spoj vyšší tepelný odpor, je na něm při průchodu odváděného tepla vyšší teplotní rozdíl, což způsobí vyšší teplotu ochlazované součásti a může způsobit její destrukci. (Procesory počítačů jsou před přehřátím ochráněny vypnutím.)

## Vlastnosti
Nejdůležitějším parametrem teplovodivých past je tepelná vodivost. Ta se odvíjí hlavně od složení tekuté složky teplovodivé pasty a méně od použitých příměsí.[zdroj?] Jejím hlavním účelem je eliminovat vzduchové kapsy mezi oběma povrchy protože tepelná vodivost vzduchu je velmi špatná.

## Nanášení
Nejlépe se nanáší tak, že se trocha teplovodivé pasty nanese na oba povrchy a rozetře nejlépe kreditní kartou.
Další způsob, jak citlivě nanést teplovodivou pastu je obalit si prst do mikrotenového sáčku a nanášet prstem.
Při hromadné výrobě se často nanáší na styčné plochy chladičů sítotiskem.
Oba tyto způsoby nanášení mají jednu velkou nevýhodu a to, že se tam tvoří vzduchové kapsičky. Nejlepší způsob je ten, že zhruba na prostředek procesoru naneseme větší kapku a poté namontujeme chladič. Tlakem chladiče na procesor se pasta pěkně rozleje do všech stran a hlavně bez vzduchových kapsiček.
Vzhledem k tomu, že tepelná vodivost teplovodivé pasty není v porovnání s tepelnou vodivostí kovů úplně nejlepší, tak je potřeba použít jí jenom takové množství, aby došlo k eliminaci vzduchových bublin.